# Mont Suribachi
Pour les articles homonymes, voir Suribachi.
Le mont Suribachi (摺鉢山, Suribachiyama) est un sommet du Japon, point culminant situé à l'extrémité sud-ouest d'Iwo Jima. C'est un volcan en sommeil qui culmine à 170 mètres d'altitude.

## Histoire

### Seconde Guerre mondiale
Le mont Suribachi est devenu célèbre lorsque cinq marines américains et un soldat infirmier de la Navy y ont hissé le drapeau des États-Unis lors de la bataille d'Iwo Jima en février 1945 durant la Seconde Guerre mondiale. Les films Lettres d'Iwo Jima et Mémoires de nos pères, réalisés par Clint Eastwood en 2006, relatent ces événements.
Les forces américaines ont occupé l'île d'Iwo Jima jusqu'à ce qu'elle repasse sous contrôle japonais en 1968.

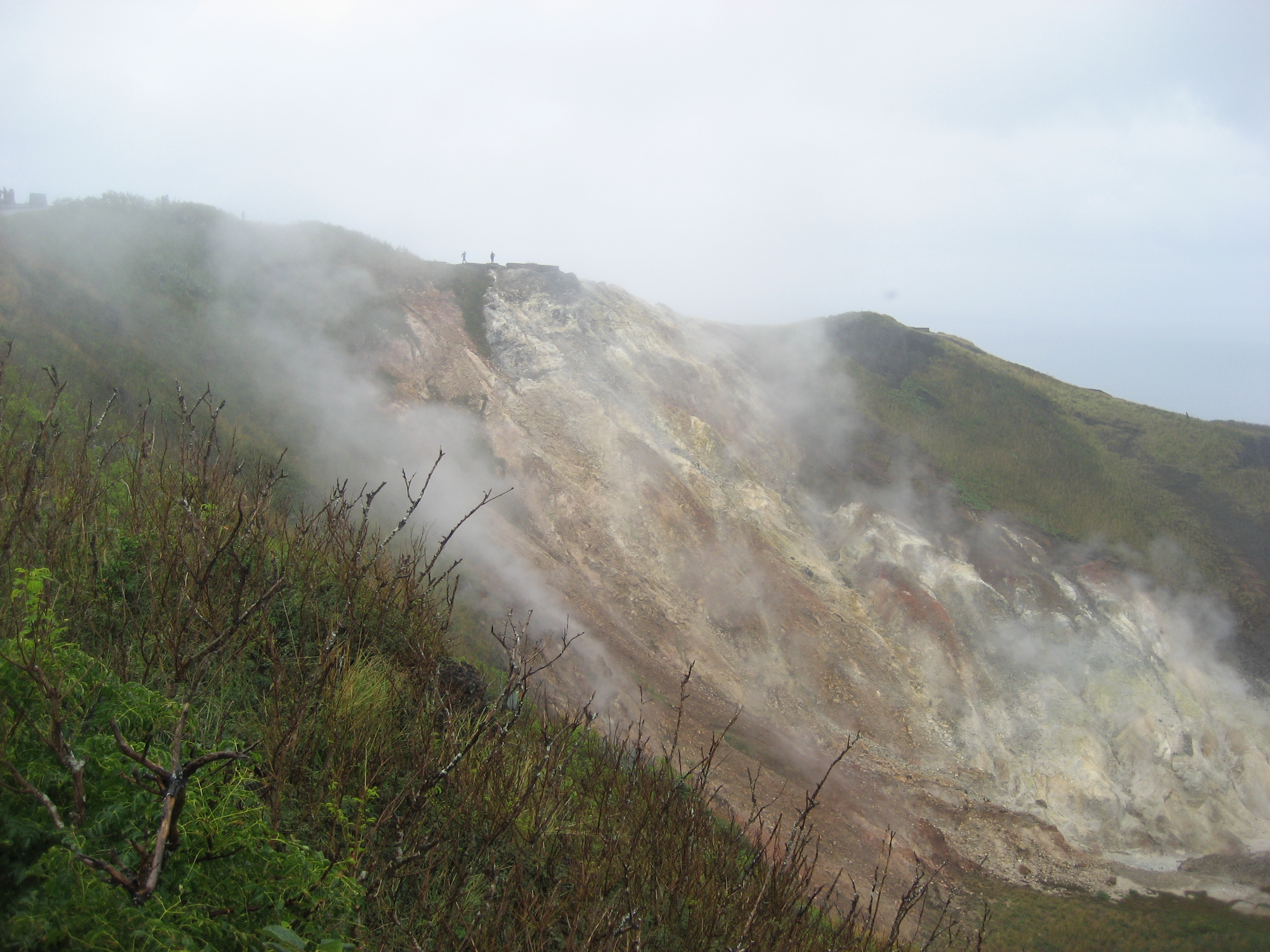
Vue des fumerolles dans le cratère du mont Suribachi.